# K-POP 青春グラフィティ
『K-POP 青春グラフィティ 〜大ブームの仕掛け人たち〜 』（ケイポップせいしゅんグラフィティだいブームのしかけにんたち）は、2010年12月11日にNHK・BS2で放送された音楽番組である。再放送は2011年2月6日。

## 概要
2010年に日本に進出してきたK-POPグループについて紹介した。
韓国で流行した日本の歌謡曲『ブルーライトヨコハマ』や『恋人よ』、日本人グループ安全地帯のソウル公演が紹介されている。
K-POPの仕掛け人たちは、かつて日本の歌を聴いていたとされている。

## 出演者
- 少女時代
- KARA
- RAINBOW
- Miss A
- 2PM
- INFINITE
- キム・ヒョンソク (音楽家)
- パク・ジニョン
- ハン・ジェホ
- 安全地帯
- キム・スンス（김형석 (음악가)[要検証 – ノート]）
- パティ・キム
- イ・ソンエ
- チョー・ヨンピル
- ユン・ソクホ
- AKB48

## ナレーション
- ナレーション：赤坂泰彦、磯山さやか

## スタッフ
- 取材：田月仙